# 三河台町
三河台町（みかわだいまち）は、かつて東京・麻布にあった町である。現在の東京都港区六本木3-4丁目の一部に相当する。

## 概要

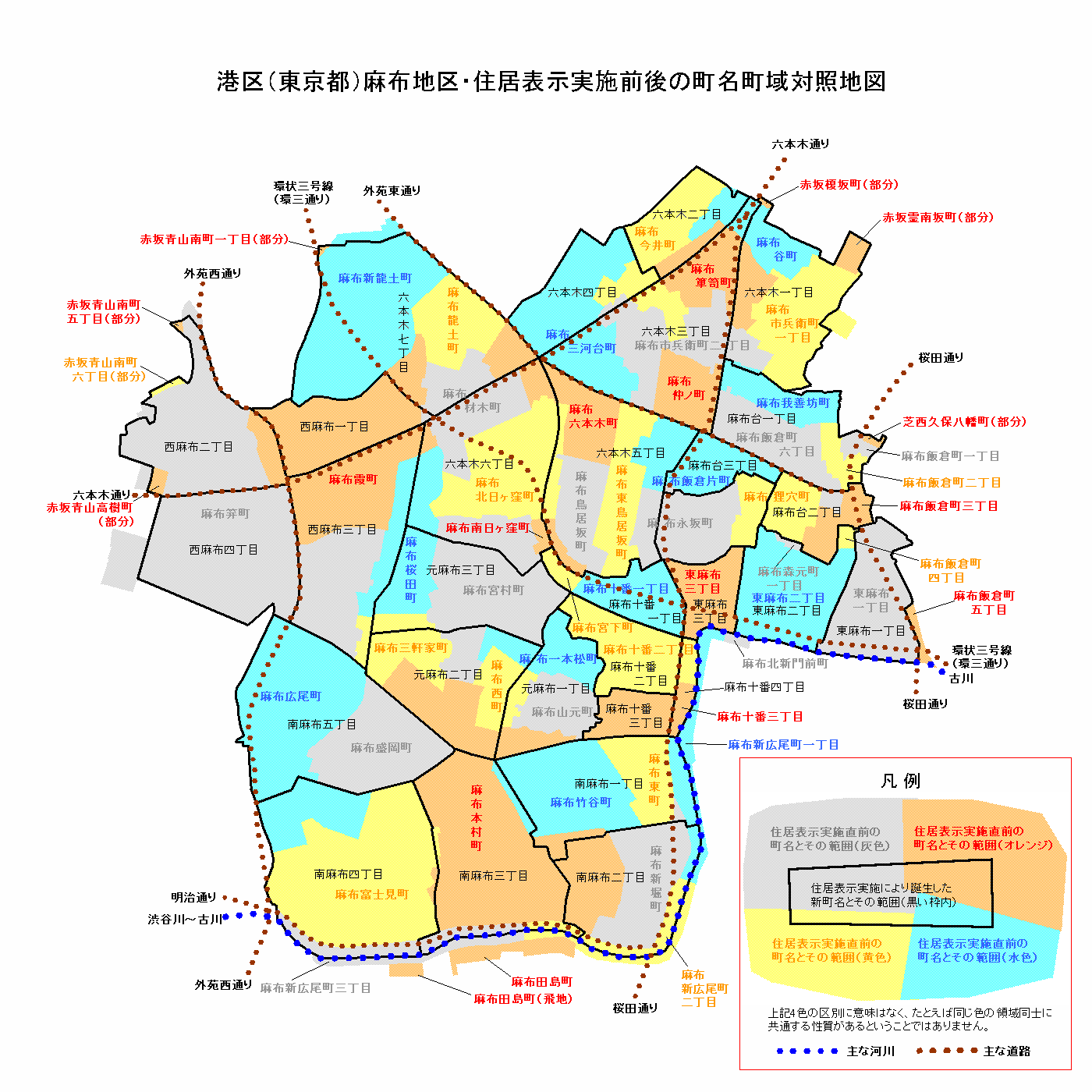
麻布地区住居表示対照図

三河台町は現在の東京都港区に1967年（昭和42年）まで存在した町名である。
現在の地理では、旧防衛庁の跡地に建設された東京ミッドタウンとそれに続く桧町公園と六本木通りに挟まれた高台が旧三河台である。この一帯は江戸時代までは武家地、及び寺社地であり、それらを合併して成立した。名称は、江戸時代には当地に松平三河守の下屋敷があり、そのために「三河台」と俗称されていたものが正式名称とされたものであった。
住所上の地名は、1911年（明治44年）から1947年（昭和22年）を除いては、「麻布三河台」と「麻布」の名が冠称されていた。現在、旧・三河台の町域には飲食店などが入居する雑居ビルが多く建つほか、路地沿いには高級マンションや邸宅なども散在される。